# Боевой десантный планёр
Боевой десантный планёр (БДП) — десантный планер разработанный Поликарповым во время Второй мировой войны. Первый полёт был осуществлён летом 1941 года. Проектировался для возможности переброски 16 десантников. Экипаж два человека. Первоначально планировалась постройка 100 планеров. Однако заказ не был выполнен, производство посчитали слишком дорогим. В 1942 году планер передали для эксплуатации в Аэрофлот для перевозки крупногабаритных грузов.

## БДП-2
После того, как первоначальный проект Поликарпова конкурировавший с А-7 Антоновa и Г-11 Грибовского был отклонён, конструкция была повторно собрана в изменённом виде, в 1942 году, как БДП-2.
БДП-2 представлял собой цельнoдеревянный планер с высоким крылом, способный нести 20 солдат и пилота. БДП-2 взлетел на выбрасываемых двухколесных тележках и приземлился на больших деревянных полозьях по обе стороны от фюзеляжа.

### Общие характеристики
- Экипаж: 1
- Вместимость: 20 военнослужащих
- Длина: 13,5 м
- Размах крыльев: 20 м
- Высота: 3,2 м
- Площадь крыла: 44,72 м²
- Вес порожний: 2000 кг
- Вес брутто: 3000 кг

## Поликарпов МП
МП — на основе БДП был разработан мотопланер. На планере БДП на крыле устанавливали два двигателя. В не нагруженном состоянии планер мог взлетать самостоятельно, а с полной нагрузкой взлёт и полёт к цели осуществлялся за самолётом-буксировщиком. МП был рекомендован к серийному производству, однако к концу войны уже не было необходимости в такого типа самолётах, и серийно МП не выпускался.